# Guillaume de Lorris

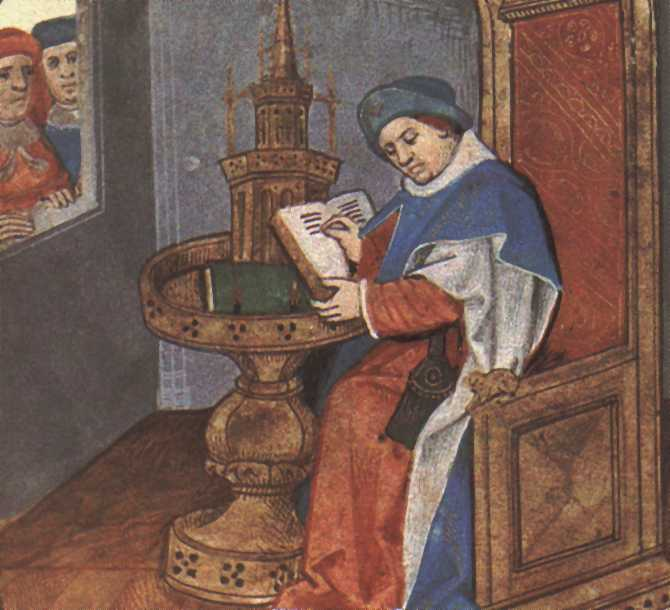
Guillaume de Lorris

Guillaume de Lorris a fost un poet și cărturar francez din secolul al XIII-lea.
Este autorul primei părți a scrierii Romanul trandafirului (Le Roman de la rose c. 1230), una dintre capodoperele literaturii medievale, considerată drept cod al dragostei perfecte.
Romanul a fost continuat de Jean de Meung între 1275 și 1280.

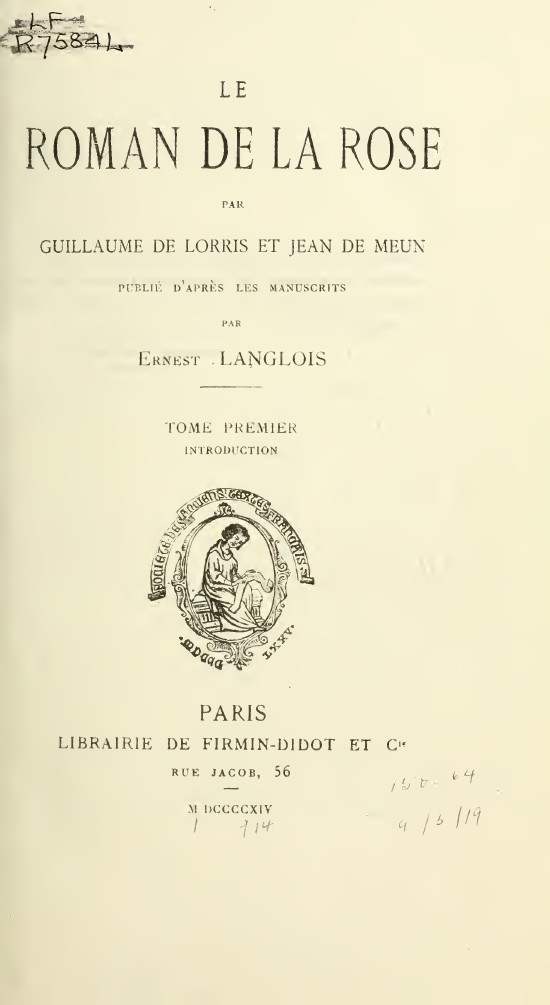
Roman de la Rose (ed. 1914)